# Samuel Benton Callahan
Samuel Benton Callahan (* 26. Januar 1833 in Mobile, Alabama; † 17. Februar 1911 in Muskogee, Oklahoma) war ein US-amerikanischer Jurist und Politiker. Er gehörte der Creek Nation an. Ferner diente er als Offizier in der Konföderiertenarmee.

## Werdegang
Samuel Benton Callahan, Sohn von Amanda Sybil Doyle (1815–1902) und James Oliver Callahan († 1837), wurde mehrere Jahre vor dem Beginn der Wirtschaftskrise von 1837 im Mobile County geboren. Die Familie zog 1837 während der Umsiedlung der Creek-Indianer in das Indianer-Territorium (heute ein Teil von Oklahoma). Sein Vater verstarb auf dem Weg dorthin. Seine Mutter heiratete dann Owen Simpson Davis (1810–1895) aus Sulpher Springs (Texas), wo Samuel dann aufwuchs. Irgendwann studierte er Jura und begann nach dem Erhalt seiner Zulassung als Anwalt zu praktizieren. Callahan heiratete Sarah Elizabeth Thornburg. Das Paar bekam mindestens sechs gemeinsame Kinder: James Owen (1860–1913), Gypsie (1863–1963), Benton (* 1866), Sophia Alice (1868–1894), Walter McKenzie (1875–1922) und Edwin Thornburg (1879–1892).
Während des Bürgerkrieges verpflichtete sich Callahan in der Konföderiertenarmee. Er bekleidete den Dienstgrad eines Captains und kommandierte die Kompanie K, das erste berittene Creek Rifles, welche an der Schlacht von Honey Springs am 17. Juli 1863 teilnahm. Callahan wurde 1863 für die Creek Nation und die Seminolen Nation in den zweiten Konföderiertenkongress gewählt, wo er von 1864 bis zum Ende der Konföderation 1865 tätig war.
Nach dem Ende des Krieges ging er nach Texas zu seiner Familie, wo sie sich niedergelassen hatte. Callahan zog dann später mit seiner Familie zu der Creek Nation im Indianer-Territorium. Im Laufe der Zeit war er als Clerk im Creek House of Kings (Senat) tätig, hielt verschiedene Ämter im Stamm, betrieb Landwirtschaft und hatte eine Ranch in der Nähe von Eufaula (McIntosh County), gab The Indian Journal in Muskogee heraus und war als Superintendent an der Wealaka Boarding School tätig. Ferner wurde er 1891 Richter am Supreme Court. Er verstarb ungefähr vier Jahre nach dem Oklahoma ein Staat wurde und ungefähr dreieinhalb Jahre vor dem Ausbruch des Ersten Weltkrieges in Muskogee und wurde dann dort auf dem Greenhill Cemetery beigesetzt.